# Ewige Wiederkunft
Die Ewige Wiederkunft des Gleichen, bei Interpreten stellenweise als Ewige Wiederkehr bezeichnet, ist ein zentraler Gedanke in Friedrich Nietzsches Philosophie, dem zufolge sich alle Ereignisse unendlich oft wiederholen. Dieses zyklische Zeitverständnis ist für Nietzsche die Grundlage höchster Lebensbejahung.

## Der Gedanke Nietzsches

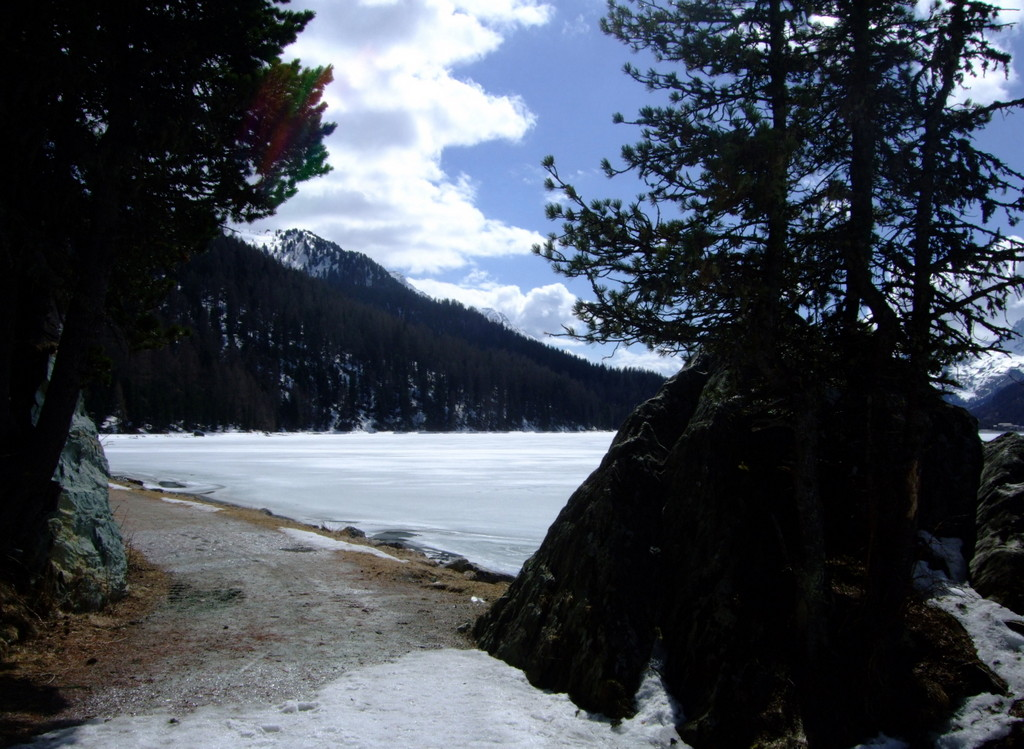
Ort von Nietzsches Inspiration: „bei einem mächtigen pyramidal aufgethürmten Block unweit Surlei“.

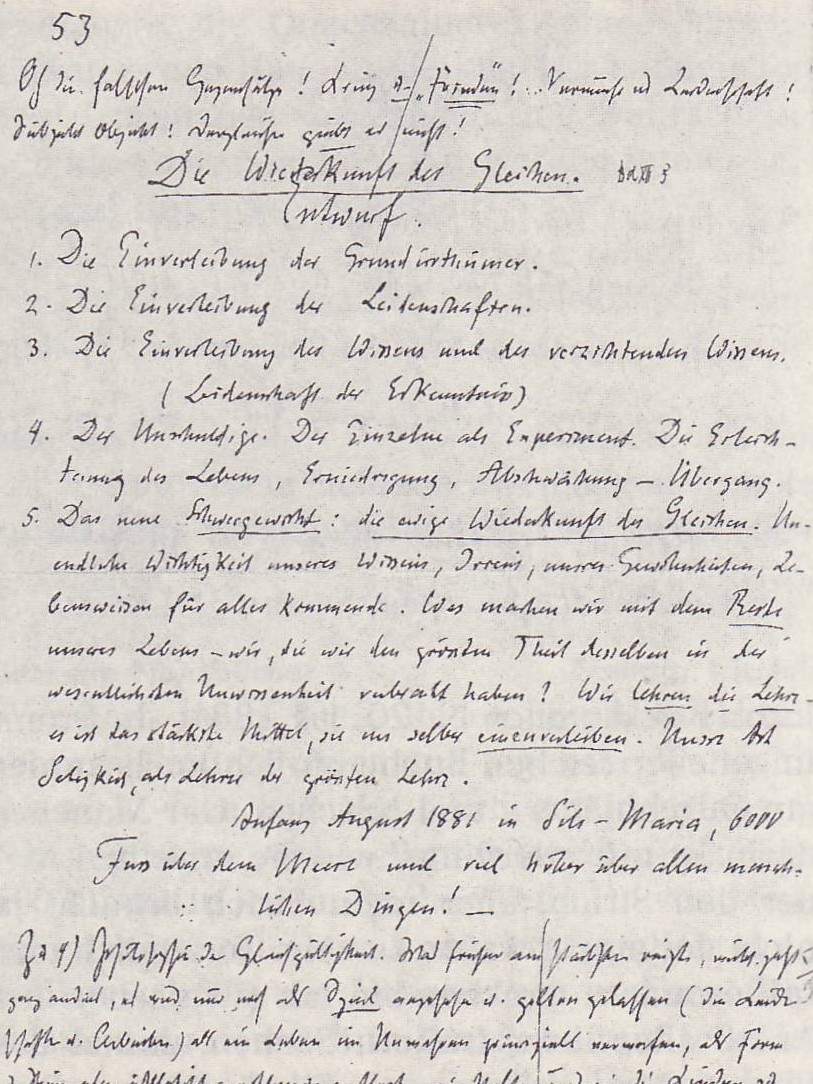
Niederschrift nach Nietzsches mystischem Erlebnis, „6000 Fuss über dem Meere und viel höher über allen menschlichen Dingen“.

Nietzsche selbst beschrieb in seiner Autobiographie Ecce homo, wie ihn dieser Gedanke in einem Augenblick der Inspiration überfiel:

„Die Grundconception des Werks [Also sprach Zarathustra], der Ewige-Wiederkunfts-Gedanke, diese höchste Formel der Bejahung, die überhaupt erreicht werden kann –, gehört in den August des Jahres 1881: er ist auf ein Blatt hingeworfen, mit der Unterschrift: ‚6000 Fuss jenseits von Mensch und Zeit.‘ Ich ging an jenem Tage am See von Silvaplana durch die Wälder; bei einem mächtigen pyramidal aufgethürmten Block unweit Surlei machte ich Halt. Da kam mir dieser Gedanke.“

Diese Schilderung wird durch ein entsprechendes Fragment in Nietzsches Nachlass bestätigt, das dort weitere Betrachtungen nach sich zieht, in denen bald die Figur Zarathustra auftaucht. Zum ersten Mal vorgestellt hat Nietzsche den Gedanken dann im Vierten Buch, Aphorismus 341, von Die fröhliche Wissenschaft und damit direkt vor dem Anfang von Also sprach Zarathustra. Dies ist die ausführlichste Beschreibung des Gedankens außerhalb des Nachlasses und enthält, abgesehen vom Namen, bereits alle Elemente der Lehre:

„Das grösste Schwergewicht. – Wie, wenn dir eines Tages oder Nachts, ein Dämon in deine einsamste Einsamkeit nachschliche und dir sagte: ‚Dieses Leben, wie du es jetzt lebst und gelebt hast, wirst du noch einmal und noch unzählige Male leben müssen; und es wird nichts Neues daran sein, sondern jeder Schmerz und jede Lust und jeder Gedanke und Seufzer und alles unsäglich Kleine und Grosse deines Lebens muss dir wiederkommen, und Alles in der selben Reihe und Folge – und ebenso diese Spinne und dieses Mondlicht zwischen den Bäumen, und ebenso dieser Augenblick und ich selber. Die ewige Sanduhr des Daseins wird immer wieder umgedreht – und du mit ihr, Stäubchen vom Staube!‘ – Würdest du dich nicht niederwerfen und mit den Zähnen knirschen und den Dämon verfluchen, der so redete? Oder hast du einmal einen ungeheuren Augenblick erlebt, wo du ihm antworten würdest: ‚du bist ein Gott und nie hörte ich Göttlicheres!‘ Wenn jener Gedanke über dich Gewalt bekäme, er würde dich, wie du bist, verwandeln und vielleicht zermalmen; die Frage bei Allem und Jedem ‚willst du diess noch einmal und noch unzählige Male?‘ würde als das grösste Schwergewicht auf deinem Handeln liegen! Oder wie müsstest du dir selber und dem Leben gut werden, um nach Nichts mehr zu verlangen, als nach dieser letzten ewigen Bestätigung und Besiegelung?“

Bezeichnungen wie „der ungeheure Augenblick“ und „das größte Schwergewicht“ haben in der Literatur ebenso Anklang gefunden wie etwa „der große Mittag“, „Ring der Ringe“, „Rad des Seins“ und ähnliche Wendungen Nietzsches. Der von vielen Interpreten gebrauchte Begriff „ewige Wiederkehr“ (statt Wiederkunft) findet sich dagegen bei Nietzsche nur sehr selten und an abgelegenen Stellen. Darauf ist erst in neuester Zeit aufmerksam gemacht worden, ebenso wie darauf, dass der Begriff „Wiederkunft“ (Parusie) schon vor Nietzsche in der christlichen Theologie gebräuchlich war. Freilich findet sich in Apg 3,21  gerade der von der Stoa für die Wiederkehr (im nicht christlichen Sinn, siehe unten) gebräuchliche Begriff apokatastasis.

### InAlso sprach Zarathustra
Es herrscht inzwischen weitgehend Einigkeit, dass die Ewige Wiederkunft tatsächlich ein überaus wichtiger, wenn nicht der zentrale Gedanke von Also sprach Zarathustra ist. Die „ewige Wiederkunft“ ist die „große bejahende mystische Erfahrung“, die in diesem Werk in unterschiedlichen Variationen auftritt. Die Figur Zarathustra ist von Nietzsche als der Lehrer der ewigen Wiederkunft gedacht. Die Lehre wird dabei „weniger bewiesen, als vielmehr in Form von Symbolen verkündet“. Es werden aber auch die Möglichkeit des exoterischen (nicht mystischen, nicht esoterischen) Lehrens überhaupt und seine Folgen für den Lehrer problematisiert. So bricht im Buch Zarathustra eine Rede ab, als sie zu dem Gedanken hinführt; und er ringt mit sich selbst bei der Aussicht, zum „Verkünder“ des Gedankens zu werden. Als er ihn schließlich zum ersten Mal darstellt, geschieht dies ausdrücklich in Form eines Rätsels oder Gleichnisses.
Die ausführlichste Behandlung der „ewigen Wiederkunft“ in Also sprach Zarathustra findet sich im Kapitel „Der Genesende“, das auf den zentralen Abschnitt „Von alten und neuen Tafeln“ folgt. Wiederum wird ausführlich geschildert, wie der „abgründigste Gedanke“ Zarathustra mit Ekel erfüllt. Nur seine Tiere sind bei ihm, und sie sind es, die die „ewige Wiederkunft“ schließlich beschreiben:

„Alles geht, Alles kommt zurück; ewig rollt das Rad des Seins. Alles stirbt, Alles blüht wieder auf, ewig läuft das Jahr des Seins.

Alles bricht, Alles wird neu gefügt; ewig baut sich das gleiche Haus des Seins. Alles scheidet, Alles grüsst sich wieder; ewig bleibt sich treu der Ring des Seins.

In jedem Nu beginnt das Sein; um jedes Hier rollt sich die Kugel Dort. Die Mitte ist überall. Krumm ist der Pfad der Ewigkeit.“

Worauf Zarathustra antwortet:

„[…] wie gut wisst ihr, was sich in sieben Tagen erfüllen musste: –

– und wie jenes Unthier mir in den Schlund kroch und mich würgte! Aber ich biss ihm den Kopf ab und spie ihn weg von mir.

Und ihr, – ihr machtet schon ein Leier-Lied daraus?“

Auch dieser ganze Abschnitt steht im Zusammenhang mit den genannten sprachphilosophischen Reflexionen. Zarathustra klärt aber auf, warum ihm der Gedanke einen solchen Ekel hervorruft. Dem Gedanken zufolge kehrt auch der kleinste Mensch ewig wieder: „Alles ist gleich, es lohnt sich nichts, Wissen würgt.“ Und:

„Nackt hatte ich einst Beide gesehn, den grössten Menschen und den kleinsten Menschen: allzuähnlich einander, – allzumenschlich auch den Grössten noch!

Allzuklein der Grösste! – Das war mein Überdruss am Menschen! Und ewige Wiederkunft auch des Kleinsten! – Das war mein Überdruss an allem Dasein!“

Zum Schluss des Kapitels sprechen wieder die Tiere aus, sie wüssten, was Zarathustra bei seinem Tod sagen würde:

„Nun sterbe und schwinde ich, würdest du sprechen, und im Nu bin ich ein Nichts. Die Seelen sind so sterblich wie die Leiber.

Aber der Knoten von Ursachen kehrt wieder, in den ich verschlungen bin, – der wird mich wieder schaffen! Ich selber gehöre zu den Ursachen der ewigen Wiederkunft.

Ich komme wieder, mit dieser Sonne, mit dieser Erde, mit diesem Adler, mit dieser Schlange – nicht zu einem neuen Leben oder besseren Leben oder ähnlichen Leben:

– ich komme ewig wieder zu diesem gleichen und selbigen Leben, im Grössten und auch im Kleinsten, dass ich wieder aller Dinge ewige Wiederkunft lehre, –

– dass ich wieder das Wort spreche vom grossen Erden- und Menschen-Mittage, dass ich wieder den Menschen den Übermenschen künde.

Ich sprach mein Wort, ich zerbreche an meinem Wort: so will es mein ewiges Loos –, als Verkündiger gehe ich zu Grunde!“

### Die kosmologische Hypothese
Nietzsche war nicht der erste, der die Hypothese von der Ewigkeit der Welt aufstellte – siehe Parallelen. Der auch in Notizen Nietzsches vielfach variierte Versuch eines naturwissenschaftlichen Beweises für die ewige Wiederkunft verläuft ungefähr folgendermaßen: Angenommen wird, dass die Zeit sich sowohl in die Vergangenheit als auch in die Zukunft unendlich ausdehnt, die gesamte „Kraft“, Materie oder Energie, und folglich die Anzahl der möglichen „Kombinationen“ oder Zustände der Welt, aber endlich ist. Daraus wird geschlossen, es müsse jeder mögliche Zustand der Welt bereits unendlich oft eingetreten sein und noch unendlich oft eintreten.
Nietzsche selbst hat diese Beweisversuche niemals publiziert, sie wurden erst im Rahmen der Veröffentlichung seines Nachlasses bekannt. Es lässt sich nicht eindeutig sagen, ob er selbst an diese nachträglichen Begründungsversuche seines intuitiv gewonnenen Gedankens geglaubt hat: in seinen Notizbüchern wechseln Zweifel und Gewissheit ab, „ohne aber je zu einer Formulierung zu gelangen, die an Überzeugungskraft derjenigen gleichkommt, mit der er die Konsequenzen jenes ‚mächtigsten Gedankens‘ beschreibt.“
Bereits in der frühesten Nietzsche-Deutung zu Beginn des 20. Jahrhunderts wurde darüber gestritten, ob das physikalisch-kosmologische Konzept der Wiederkunft selbst oder der Gedanke als mystisches Erlebnis und seine ethischen Folgen bedeutender sind. Im Rahmen dieses etwas unübersichtlichen Streits hat der Mathematiker, Astronom und Nietzsche-Kenner Felix Hausdorff unter dem Pseudonym Paul Mongré die erste Widerlegung von Nietzsches kosmologischen Beweisversuchen gegeben. Hausdorff zweifelte insbesondere Nietzsches Prämissen an. Rein logisch hielt Hausdorff die Wiederkunft zwar auch für nicht widerlegbar, merkte aber an, dass die Physik mit dem heute als Zweiten Hauptsatz der Thermodynamik bekannten Prinzip ihr widerspricht. Diese Argumentation ist aber nicht stichhaltig, wie schon Ludwig Boltzmann 1896 in der Auseinandersetzung mit Ernst Zermelo über die physikalische Interpretation des Wiederkehrsatzes von Henri Poincaré festgestellt hat. Georg Simmel gab 1907 ein Beispiel, um zu zeigen, dass die Hypothese selbst unter Nietzsches Annahmen nicht notwendig folgt. Auch andere Elemente von Nietzsches unterschiedlichen Beweisskizzen sind in der Literatur mehrfach in Frage gestellt worden. Das Konzept der Wiederkunft hat in der modernen Naturwissenschaft zunächst kaum Vertreter gefunden. In der modernen Kosmologie kehrt der Wiederkunft-Gedanke nun jedoch selbst wieder, wenn auch unter anderen Prämissen als bei Nietzsche; zahlreiche – allerdings spekulative – kosmologische Szenarien und Hypothesen implizieren eine zeitliche, räumliche oder raumzeitliche Wiederkehr von allem in allen Variationen.

### Deutungen
Die Ewige Wiederkunft des Gleichen hängt nach Ansicht vieler Interpreten mit einigen anderen Gedanken Nietzsches zusammen. Vor allem die Verbindung zum Konzept des „Übermenschen“ ist in der neueren Nietzsche-Deutung herausgestellt und untersucht worden.
Salomé
Lou Andreas-Salomé deutete in ihrem Nietzschebuch die „ewige Wiederkunft“ als eine Umkehrung Schopenhauerscher Philosophie. In buddhistischer Sprache habe Nietzsche die Bejahung des Samsara, des ewigen Kreislaufs des Leidens, als höchstes Ziel gesehen, während Schopenhauer wie der Buddhismus das Nirwana als Ende des Samsara anstrebte. Diese Deutung verweist auf einen Aphorismus Nietzsches aus Jenseits von Gut und Böse:

„Wer, gleich mir, mit irgend einer räthselhaften Begierde sich lange darum bemüht hat, den Pessimismus in die Tiefe zu denken und aus der halb christlichen, halb deutschen Enge und Einfalt zu erlösen, mit der er sich diesem Jahrhundert zuletzt dargestellt hat, nämlich in Gestalt der Schopenhauerischen Philosophie; wer wirklich einmal mit einem asiatischen und überasiatischen Auge in die weltverneinendste aller möglichen Denkweisen hinein und hinunter geblickt hat – jenseits von Gut und Böse, und nicht mehr, wie Buddha und Schopenhauer, im Bann und Wahne der Moral –, der hat vielleicht ebendamit, ohne dass er es eigentlich wollte, sich die Augen für das umgekehrte Ideal aufgemacht: für das Ideal des übermüthigsten lebendigsten und weltbejahendsten Menschen, der sich nicht nur mit dem, was war und ist, abgefunden und vertragen gelernt hat, sondern es, so wie es war und ist, wieder haben will, in alle Ewigkeit hinaus, unersättlich da capo rufend, nicht nur zu sich, sondern zum ganzen Stücke und Schauspiele, und nicht nur zu einem Schauspiele, sondern im Grunde zu Dem, der gerade dies Schauspiel nöthig hat – und nöthig macht: weil er immer wieder sich nöthig hat – und nöthig macht – – Wie? Und dies wäre nicht – circulus vitiosus deus?“

Simmel
Georg Simmel zweifelte, wie oben beschrieben, die kosmologische Hypothese an und betonte dagegen den ethischen Aspekt des Gedankens, den er in die Nähe des kategorischen Imperativs Kants rückte. Nietzsche habe den Gedanken als „regulative Idee“ konzipiert, dabei aber in mehrerlei Hinsicht nicht hinreichend durchdacht.
Heidegger
Bekannt geworden ist die eigenwillige und systematisch komplexe Interpretation Martin Heideggers. Dieser hat u. a. in seiner Vorlesung aus dem Sommersemester 1937 diesen Gedanken neu interpretiert und auf seinen Begriff des „Grundes“ bezogen. Dabei kritisierte er seiner Meinung nach verfälschende Interpretationen insbesondere von Ernst Bertram und Alfred Baeumler.
Zurückweisung der „Wiederkunft“
Baeumler hatte in seiner – für die nationalsozialistische Nietzsche-Deutung entscheidenden – Konstruktion eines „Systems Nietzsche“ die „ewige Wiederkunft“ einerseits mit dem „Willen zur Macht“ und dem germanisch-heroischen „Übermenschen“ (in Baeumlers Deutung) andererseits für unvereinbar erklärt und daher die Wiederkunft als „erratische[n] Block“ ausgeschieden.
Eine bei einigen Interpreten anklingende Kritik an Nietzsche ist vielleicht am konsequentesten von Josef Hofmiller dargelegt worden. Demnach fällt Nietzsches Gedanke der ewigen Wiederkunft unter die von ihm selbst andernorts heftig kritisierten metaphysischen Gedanken. Nietzsche selbst habe den auch von ihm kritisierten Fehlschluss begangen: „Der Gedanke, der mich so erhebt, hinreißt […] – der Gedanke muß wahr sein!“ Hofmiller spekuliert, häufige oder eindringliche Déjà-vu-Erlebnisse bei Nietzsche seien die Grundlage für dessen Eingebung; und die Tatsache, dass er nicht fähig war, sich rational gegen den zur fixen Idee werdenden Gedanken zu wehren, sei das erste Anzeichen von Nietzsches Geisteskrankheit. Zudem diene das Konzept ihm als Ersatz für metaphysische und religiöse, auch christliche Ideen, von denen er sich nie habe lösen können. Letztlich sei die „Wiederkunft“ aber ein nebensächlicher und mangelhafter Teil von Nietzsches Lehren:

„Diese Theorie, so wichtig sie Nietzsche selbst erschien, so tiefe Erschütterungen, so grandiose Schauder sie ihm schenkte, ist sie nicht dennoch in seiner Philosophie etwas Nebensächliches? Könnte sie nicht ebenso gut nicht da sein? Fällt ein Stein von Nietzsches Gedankenbau, wenn wir sie wegnehmen? Für Nietzsche allerdings fällt etwas anderes mit seiner Lehre: die Jenseits-Beleuchtung, der metaphysische Hintergrund, der Ewigkeitsakzent des Zarathustra […] Uns erscheint dieser Gedanke fremd, unheimlich, abstrus. […] Sehen wir jedoch vom Biographischen ab, so können wir nicht umhin, gerade seine beiden Hauptideen, die vom Übermenschen und die von der Wiederkunft, als Fremdkörper auszuscheiden.“

Als Beleg für die These, der Ewige-Wiederkunfts-Gedanke sei ein Zeichen von Nietzsches Geisteskrankheit, sind auch übereinstimmende Zeugnisse Franz Overbecks, Lou Andreas-Salomés und Resa von Schirnhofers zitiert worden, nach denen Nietzsche sie in unheimlicher Weise, leise sprechend und tief erschüttert in dieses Geheimnis „eingeweiht“ hat.
Gegen die Ausscheidung der „ewigen Wiederkunft“ aus Nietzsches Werk, wie sie von Interpreten wie Baeumler und Hofmiller – die im Übrigen sehr gegensätzliche Nietzsche-Deutungen gaben – gefordert worden ist, hat sich nach Heidegger am deutlichsten Karl Löwith ausgesprochen. Mazzino Montinari erkannte später trotz Kritik an Löwiths Versuch einer Systematisierung die „zentrale Position dieser Lehre im ganzen Denken Nietzsches“ an.
Löwith
Löwith deutete Also sprach Zarathustra als eine „antichristliche Bergpredigt“. Die „ewige Wiederkehr“ sei der einheitsstiftende Gedanke in Nietzsches ganzem Werk. Nietzsche habe den absurd scheinenden Versuch gewagt, eine antike Kosmologie auf der Spitze der Modernität zu wiederholen: damit sollte der Nihilismus, der „Tod Gottes“ überwunden werden. Löwith sieht darin einen Gegenentwurf zur christlichen Teleologie, einen „Ersatz für den Unsterblichkeitsglauben“ und eine „physikalische Metaphysik“. Nietzsches Versuch sei schließlich gescheitert, weil er mit der ewigen Wiederkunft Unvereinbares vereinen wollte, nämlich eine heidnische Kosmologie mit einem auch von Nietzsche nicht völlig überwundenen, aus dem säkularisierten Christentum stammenden Fortschrittsglauben sowie einen Versuch der höchsten Sinngebung für das menschliche Dasein mit einem absolut sinnlosen Kreislauf der Welt. Es bleibe fragwürdig, wie die Fatalität gewollt, der amor fati erreicht werden kann.
Klossowski
Die Wendung „circulus vitiosus deus“, also etwa „der Teufelskreis als Gott“, ist von Pierre Klossowski als Titel seiner Nietzsche-Interpretation gewählt worden, in deren Zentrum die Ewige Wiederkunft steht; so wie diese in der ganzen französischen Nietzsche-Rezeption, die in den 1960er und 1970er Jahren ihren Höhepunkt hatte, starke Beachtung fand. Klossowski, der auch Nietzsches Pathologie in die philosophische Deutung einbezog, legte ein besonderes Augenmerk auf die politischen Ausführungen, die sich im Nachlass Nietzsches finden. Hierin dient der Gedanke der Wiederkunft als „selektive Lehre“, die zur Schaffung einer Herrenkaste dient. Klossowski verband dies mit einer Betrachtung der realen industrialisierten Welt und der Mechanismen des Kapitalismus, die wiederum Bezüge zu Georges Batailles „Aufhebung der Ökonomie“ hat. Sehr ungewöhnlich ist Klossowskis Deutung der Wiederkunft als eine Lehre, die die Ich-Identität aufhebt, indem sie gewissermaßen das Subjekt unendlich viele unterschiedliche Identitäten durchlaufen lässt.
Skirl gibt den Gehalt des Gedankens prägnant so wieder: „daß alles schon einmal da gewesen ist, aber in jedem Moment trotzdem Neues entsteht, daß jeder Moment neu und unverbraucht ist, unschuldig ist. Damit will N[ietzsche] eine Synthese aus antiken (kreisenden) herakliteisch-pythagoreischen Lehren und dem neuzeitlichen Zeitpfeil der modernen Physik […] erreichen – auf daß diese Versöhnung von Antike und Neuzeit in die Welt- und Wertvorstellung der Menschen gelange“.
Römpp
Georg Römpp zufolge gibt es bei Nietzsche überhaupt keine Lehre der ewigen Wiederkunft. Er begründet dies zunächst mit dem Hinweis auf Nietzsches erkenntnis- und wissenschaftskritische Philosophie, die eine kosmologische These ausschließt, sowie mit Nietzsches Moralkritik, die eine ethische Interpretation nicht zulässt.
Darüber hinaus zeigt eine philologisch genaue und kontextbezogene Interpretation der entsprechenden Stellen in ‚Also sprach Zarathustra‘ (Dritter Teil, Vom Gesicht und Rätsel 1–3, sowie Der Genesende 2), dass Nietzsche gerade die Auffassung als eine ‚Lehre‘ scharf kritisiert. Zu einer ‚Lehre‘ wird Nietzsches Gedanke nur von seinen Tieren umgeformt, die er als ‚Schalks-Narren‘ und ‚Drehorgeln‘ bezeichnet, weil sie ein ‚Leier-Lied‘ aus seinen Gedanken machen.
Bei der Interpretation des Gedankens selbst muss der Kontext des Sprechens berücksichtigt werden. Zarathustra spricht über die ewige Wiederkunft mit einem ‚Zwerg‘, den er auch als ‚Geist der Schwere‘ bezeichnet, was nichts Gutes ist für einen Philosophen, der den ‚Tanz‘ als Metapher für sein Denken auffasste. Unmittelbar danach verwandelt sich aber die Szene in das Bild von einem Hirten, dem eine Schlange in den Mund gekrochen war, von der er sich auf Zarathustras Rat durch einen kräftigen Biss befreien kann.
Römpp zufolge kommentiert Nietzsche damit den Gedanken von der ewigen Wiederkunft als eine Sprachfigur, die der Philosoph in der kontextuellen Abhängigkeit von einer spezifischen Denkweise (dem ‚Geist der Schwere‘) gebraucht. Er kann sich von ihr aber befreien durch die radikale Abwendung von eben solchen Sprachfiguren. In ihrer Gesamtheit entsprechen sie der Struktur der ‚Metaphysik‘, die Nietzsche zufolge in die Sprache ‚gekrochen‘ ist wie die Schlange, von der sich der Philosoph nur durch einen ‚guten Biss‘ lösen kann. Erst damit wird das ‚Lachen‘ erreicht’, das jenen ‚Geist der Schwere‘ und die von ihm abhängigen Sprachfiguren endgültig zum Verschwinden bringt.

## Diskutierte Parallelen

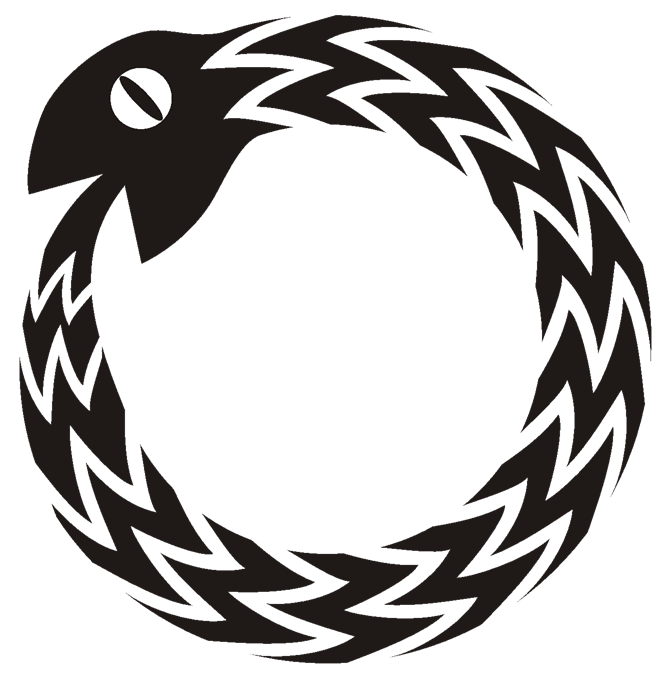
„Allem Zukünftigen beißt das Vergangene in den Schwanz“ notierte Nietzsche. Mit dem Ouroboros und ähnlichen Symbolen ist die Ewige Wiederkunft illustriert worden.

Nietzsche war nicht der erste, der die kosmologische Lehre von der Wiederkehr vertreten hat. Der Religionswissenschaftler Mircea Eliade hat 1949 in seiner vergleichenden Untersuchung „Kosmos und Geschichte: Der Mythos der ewigen Wiederkehr“ gezeigt, dass sich zyklische Kosmologien weltweit in fast allen mythologischen Traditionen finden.
Jorge Luis Borges – der, offenbar ohne Hausdorffs Schrift zu kennen, Nietzsches Beweis mit ganz ähnlichen Argumenten aus der Mengenlehre Georg Cantors zu widerlegen versuchte – hat eine Reihe von Parallelstellen von der Antike bis in die Gegenwart zusammengestellt, in denen gleiche oder ähnliche Gedanken besprochen werden.
Die ältesten europäischen Belege für den Gedanken sind nur indirekt überlieferte Angaben zweier Schüler des Aristoteles, Dikaiarchos und Eudemos von Rhodos, aus denen hervorgeht, dass spätestens im 4. Jahrhundert v. Chr. die Vorstellung der ewigen Wiederkunft unter Pythagoreern verbreitet war. Zu nennen ist zudem Heraklit:

„Und es ist immer ein und dasselbe, was in uns wohnt: Lebendes und Totes und Waches und Schlafendes und Junges und Altes. Denn dieses ist umschlagend jenes und jenes zurück und umschlagend dieses.“

Nemesius von Emesa (4. Jahrhundert n. Chr.) berichtet in seinem Werk Über die Natur des Menschen (Kapitel 38), dass Stoiker diese Ansicht vertraten und sie mit einem astrologischen Fatalismus verbanden: Sie meinten, dass nach einer bestimmten Zeit („Großes Jahr“) alle Planeten wieder ihre Ausgangsstellungen am Himmel erreichen und dann ebenso wie die Kreisläufe der Gestirne auch die menschlichen Schicksale wieder von vorn beginnen müssen: Es wird dann wieder einen Sokrates und einen Platon geben. Nietzsche wies in Ecce homo auf diese „Spuren davon“ in der Stoa hin und bezeichnete Heraklit als möglichen Urheber der stoischen Lehre. In seiner zweiten Unzeitgemäßen Betrachtung (Vom Nutzen und Nachteil der Historie für das Leben) von 1874 hatte er bereits die einschlägige Tradition der Pythagoreer erwähnt, doch ohne ihr eine Berechtigung zuzugestehen. Auch in den Aufzeichnungen zu einer seiner philologischen Vorlesungen an der Universität Basel Anfang der 1870er Jahre findet sich der Gedanke bei der Besprechung der Pythagoreer.
Augustinus bekämpfte die Lehre in Buch 12 seines De civitate Dei (Kapitel 11 (manche Ausgaben: 12) und 13 (14)). Lucilio Vanini schrieb sie Platon zu (wobei wohl an dessen „Großes Jahr“ im Timaios gedacht ist, das aber der hier gemeinten Hypothese nur ähnlich ist, möglicherweise auch an die Folge der vier Elemente von Feuer, Luft, Wasser, Erde, Tim. 49 bf), verwarf sie aber. David Hume stellte in seinen Dialogues Concerning Natural Religion genau den vermeintlichen Beweis Nietzsches vor, hielt die Idee aber offenbar für absurd. John Stuart Mill erwähnte die Möglichkeit eines periodischen Weltablaufs in seinem A System of Logic (III. Buch, Kapitel V, §. 8), verneinte sie aber beiläufig ohne Angabe von Gründen.

„Nietzsche wußte, daß die Ewige Wiederkehr jenen Fabeln, Befürchtungen oder Zerstreuungen zugehört, die immer wieder auftauchen […] Seine Offenbarung von einem Sammeltext herzuleiten oder von der Historia philosophiae graeco-romana der außerordentlichen Professoren Ritter und Preller, kam für Zarathustra nicht in Betracht […] Der prophetische Stil erlaubt nicht die Verwendung von Anführungszeichen und ebensowenig das gelehrsame Zitieren von Büchern und Autoren […].“

Es gibt noch eine weitere mögliche Quelle für Nietzsches Inspiration: gerade zu der Zeit, als Nietzsche seine Idee formulierte, diskutierten naturwissenschaftliche und philosophische Autoren unter anderem diese Hypothese. Die Diskussion hatte sich bereits Jahre zuvor gerade an den von Lord Kelvin und Rudolf Clausius vertretenen Grundsätzen der Thermodynamik entzündet. Mit großer Sicherheit gelesen hat Nietzsche Eugen Dührings Cursus der Philosophie als streng wissenschaftlicher Weltanschauung und Lebensgestaltung (1875) sowie Otto Casparis Der Zusammenhang der Dinge (1881). Die letztgenannte Schrift, in der der Gedanke am Rande mit einem unwissenschaftlichen Argument abgelehnt wird, dürfte zu Nietzsches „Inspiration“ erheblich beigetragen haben. Von diesem Buch ausgehend wollte Nietzsche sich in der folgenden Zeit einen Überblick über die aktuelle Diskussion verschaffen; er erwog sogar ein naturwissenschaftliches Studium. Unter den von ihm gelesenen Schriften sind J. G. Vogts Die Kraft. Eine real-monistische Weltanschauung (1878) und Schriften Otto Liebmanns zu erwähnen. Dührings Schrift enthält ebenso wie ein Vortrag Carl von Nägelis, den Nietzsche 1884 las, Einwände gegen die Hypothese. Mit Nägelis Vortrag wiederum hat sich später Friedrich Engels befasst. Auf Auguste Blanquis L'éternité par les astres (1872), das fast dieselbe Hypothese enthält, hat wahrscheinlich ein Bekannter Nietzsche nach der Lektüre der Fröhlichen Wissenschaft hingewiesen. Schließlich gibt es ähnliche Gedanken in Gustave Le Bons L'Homme et les societés (1881). Nietzsches Theorie basierte also auf einer gerade damals aktuellen wissenschaftlichen Hypothese.
Die Anklänge an buddhistische Symbolik, die Nietzsche durch die Vermittlung Arthur Schopenhauers aufnahm, sind oben bereits dargestellt worden. Schließlich gibt es bei Nietzsche in den nachgelassenen Zarathustra-Notizen Stellen, die an das alte Symbol des Ouroboros denken lassen.
Bei der Diskussion zur kosmologischen Hypothese ist allerdings nicht zu vergessen, dass Nietzsche seine Beweisversuche nicht publizierte, sich der Naturwissenschaft nicht zuwandte und mit Also sprach Zarathustra eine ganz andere Darstellungsform wählte. So hat Giorgio Colli den tieferen Wert der Suche nach Quellen und Parallelen bestritten, indem er Also sprach Zarathustra als einen Versuch deutete, das „unmittelbare“, vorsprachliche Erlebnis zu fassen:

„Als Wurzel der Vision von der ewigen Wiederkunft suche man weniger das Nachklingen doxographischer Berichte über eine alte pythagoreische Lehre oder wissenschaftliche Hypothesen des 19. Jahrhunderts als vielmehr das Wiederauftauchen kulminierender Momente der vorsokratischen Spekulation, die auf eine Unmittelbarkeit hingewiesen haben, die in der Zeit wieder auffindbar ist, jedoch aus ihr hinausführt und so ihre nicht umkehrbare Eingleisigkeit aufhebt. Wenn man zurückgeht bis zu diesem nicht mehr Darstellbaren, so läßt sich nur sagen, daß das Unmittelbare außerhalb der Zeit – die ‚Gegenwart‘ des Parmenides und das ‚Aion‘ des Heraklit – in das Gewebe der Zeit eingeflochten sind, so daß in dem, was vorher oder nachher wirklich erscheint, jedes Vorher ein Nachher und jedes Nachher ein Vorher ist und jeder Augenblick ein Anfang.“

Der Bergsonianer Milič Čapek verwies darauf, dass entsprechende Überlegungen auch in den Zeitvorstellungen bei Charles Sanders Peirce und dem französischen Wissenschaftshistoriker Abel Rey zu finden sind.